# Dirty Dräggels
Dirty Dräggels var inledningsvis ett raggargäng och senare en motorcykelklubb i Malmö, som 1993 togs upp som den första svenska klubben i motorcykelklubben Hells Angels.

## Från raggare till bikers
Fordonsparken hos Dirty Dräggels medlemmar bestod inledningsvis av raggarbilar, men under 1980-talet byttes dessa till Harley-Davidson-motorcyklar. Dirty Dräggels hade sneglat på Hells Angels i Danmark, där den tidigare MC Union i Köpenhamn blivit fullvärdig klubb i Hells Angels redan 1980.

## Ökad kriminell verksamhet
Polis och medier uppmärksammade också det numera motorcykelburna Dirty Dräggels i kriminella sammanhang från slutet av 1980-talet.
1987 attackerades lokalerna till MC-klubbarna Belkers och Sinners med automatvapen varvid tre Sinners-medlemmar skottskadades. Polisen misstänkte Dirty Dräggels och slog till mot klubbens lokal i Djurslöv men fann aldrig några automatvapen. Ingen greps någonsin för attackerna, men Sinners och Belkers lade sedermera ned sin verksamhet och en del av deras medlemmar gick senare med i Hells Angels.
1989 skrev journalisten Anders Westenius på tidningen Motorcykelmagasinet en kritisk artikel där han varnade för att svenska mc-gäng börjat anamma outlaw-kulturen. Efter att artikeln gått i tryck misshandlades han svårt av fyra män med basebollträn. Fyra Dirty Dräggels-medlemmar greps och anhölls men nekade och släpptes. Westenius återhämtade sig aldrig fullt ut efter misshandeln och dog sommaren 2006 vid 53 års ålder.

## Hells Angels Malmö
Dirty Dräggels utsågs i mars 1990 till hangaround chapter till Hells Angels, och i juni 1991 avancerade de till provmedlemmar. Klubben bytte i och med det tillfälligt namn till MC Sweden, innan den blev fullvärdig Hells Angels-klubb den 27 februari 1993 under namnet Hells Angels Malmoe. Även Hells Angels Sweden användes när de var ensam fullvärdig klubb i landet.